# Kappa1 Puppis
Kappa1 Puppis  (k1 Puppis / k1 Pup) è una stella bianco-azzurra nella sequenza principale di magnitudine 4,5 situata nella costellazione della Poppa. Dista 454 anni luce dalla Terra.
Nonostante la misurazione della parallasse del satellite Hipparcos dia una distanza simile a quella di Kappa2 Puppis, non è chiaro se le due stelle sono legate gravitazionalmente, poiché lo studio delle due componenti da risultati molto diversi riguardo all'età. La separazione tra le due comporta una separazione reale di circa 1000 UA tra Kappa1 e Kappa2, tuttavia, per quanto detto sulla diversa età delle due componenti, Schiltz et al. (2015) concludono che: o le stelle non sono legate tra loro gravitazionalmente, oppure, se lo sono, sia avvenuto un caso di cattura, dopo essersi formate in momenti diversi e in diverse regioni dello spazio.

## Osservazione
Si tratta di una stella situata nell'emisfero celeste australe; grazie alla sua posizione non fortemente australe, può essere osservata dalla gran parte delle regioni della Terra, sebbene gli osservatori dell'emisfero sud siano più avvantaggiati. Nei pressi dell'Antartide appare circumpolare, mentre resta sempre invisibile solo in prossimità del circolo polare artico. La sua magnitudine pari a 4,5 fa sì che possa essere scorta solo con un cielo sufficientemente libero dagli effetti dell'inquinamento luminoso.
Il periodo migliore per la sua osservazione nel cielo serale ricade nei mesi compresi fra dicembre e maggio; nell'emisfero sud è visibile anche all'inizio dell'inverno, grazie alla declinazione australe della stella, mentre nell'emisfero nord può essere osservata limitatamente durante i mesi della tarda estate boreale.

## Caratteristiche fisiche
Kappa1 Puppis è una stella binaria; le due componenti sono entrambe di tipo spettrale B, rispettivamente B6V e B7V, con raggi che sono circa il triplo di quello del Sole. Sono separate tra loro di 1400 UA.